# Hotel Königshof (München)

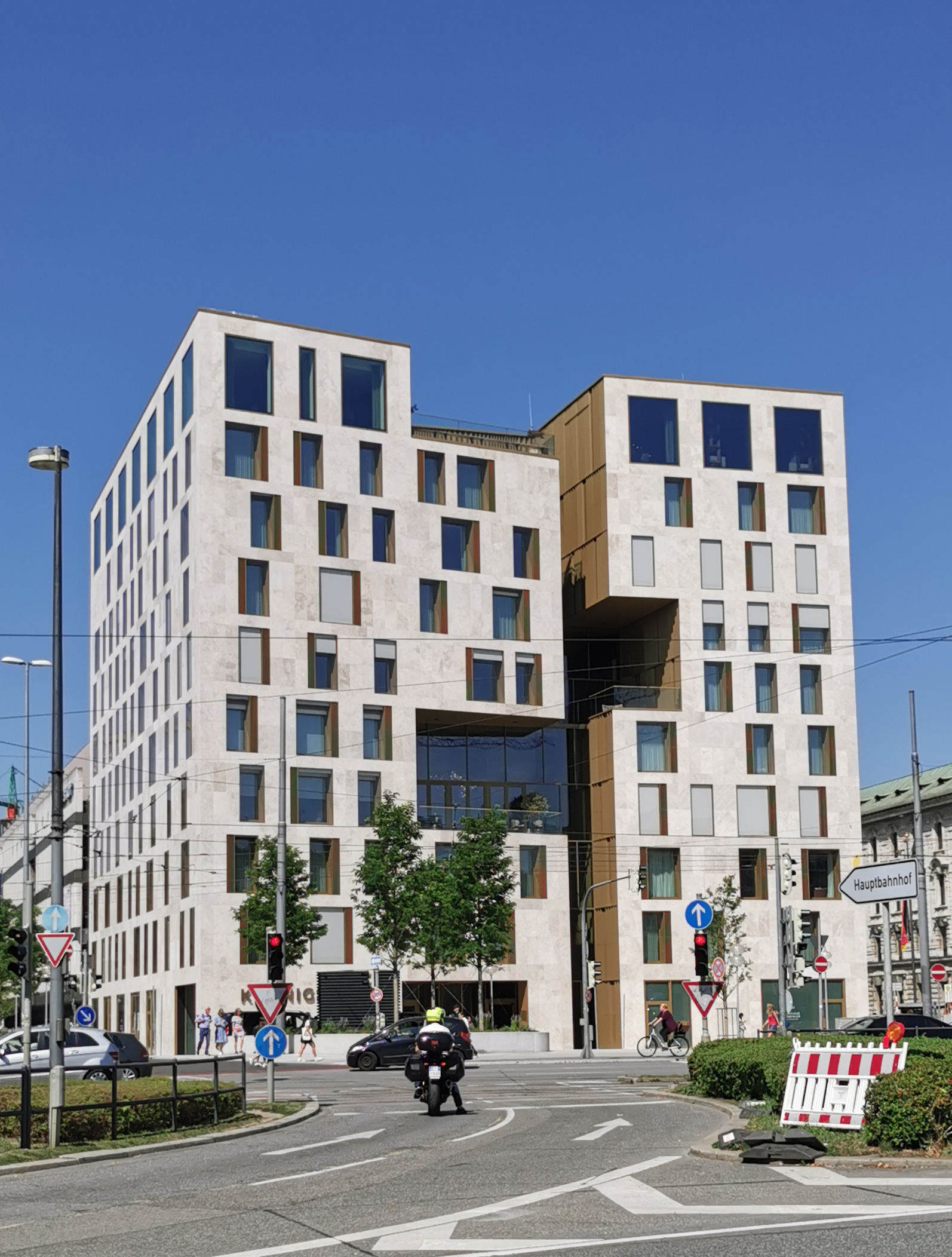
Neubau (fertig gestellt 2024)

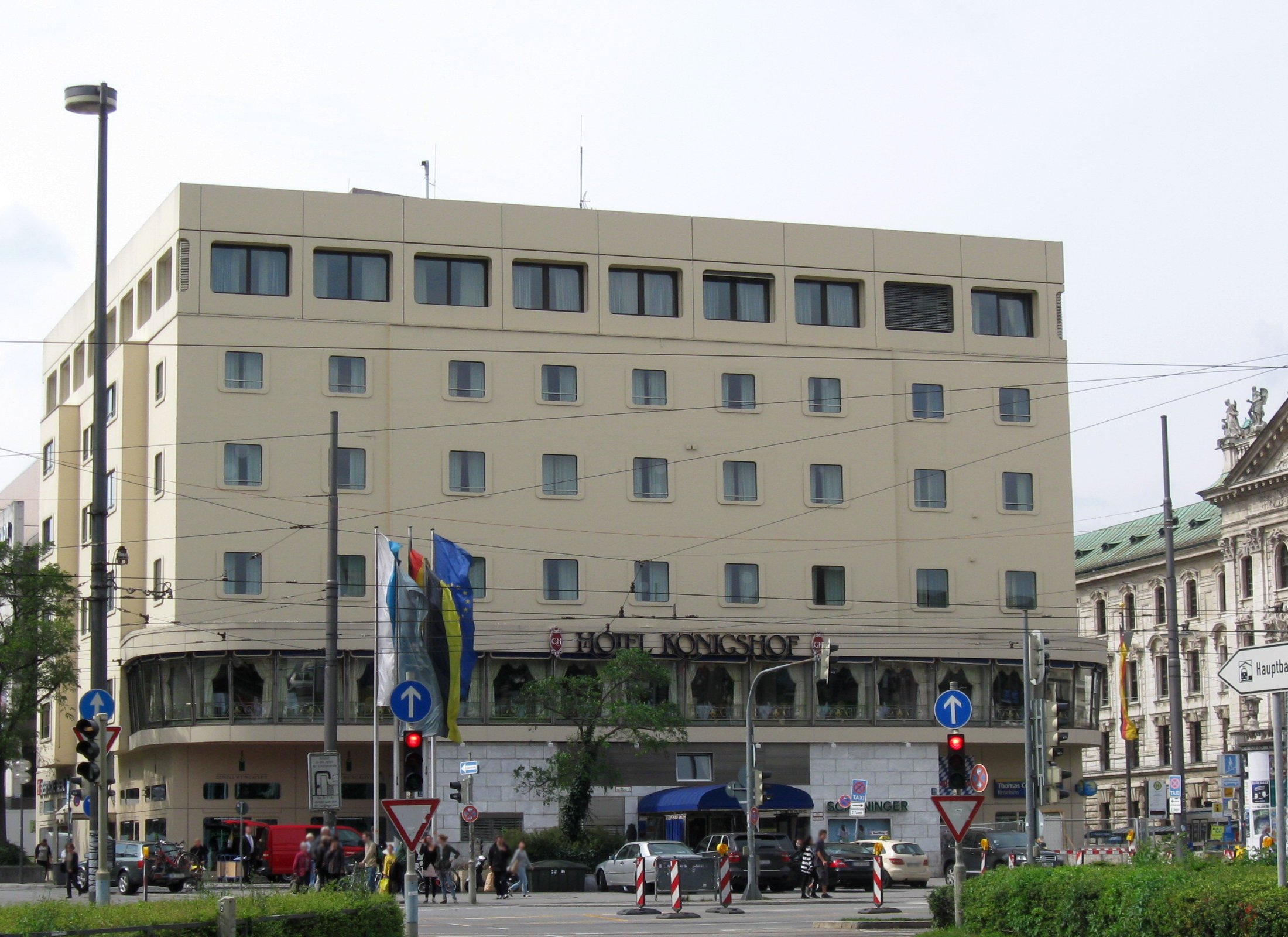
Hotelgebäude von 1970 bis 2019

Das Hotel Königshof (heute Koenigshof) ist ein Luxushotel am Stachus in München. Der Vorgängerbau gehörte bis zu seinem Abriss 2019 zu den Geisel Privathotels. Im Juni 2024 wurde der Neubau unter der Marke The Luxury Collection Hotel von Marriott eröffnet. Das Hotel gehört zur Allianz The Leading Hotels of the World.

## Lage
Das Hotel befindet sich im Stadtteil Ludwigsvorstadt an der Westseite des Karlsplatzes (Stachus). Ursprünglich war dort ein Rondell geplant wie auf der Ostseite, es wurde aber nicht verwirklicht. Das Hotel lag im Scheitelpunkt des geplanten Halbkreises dem Karlstor gegenüber.

## Geschichte

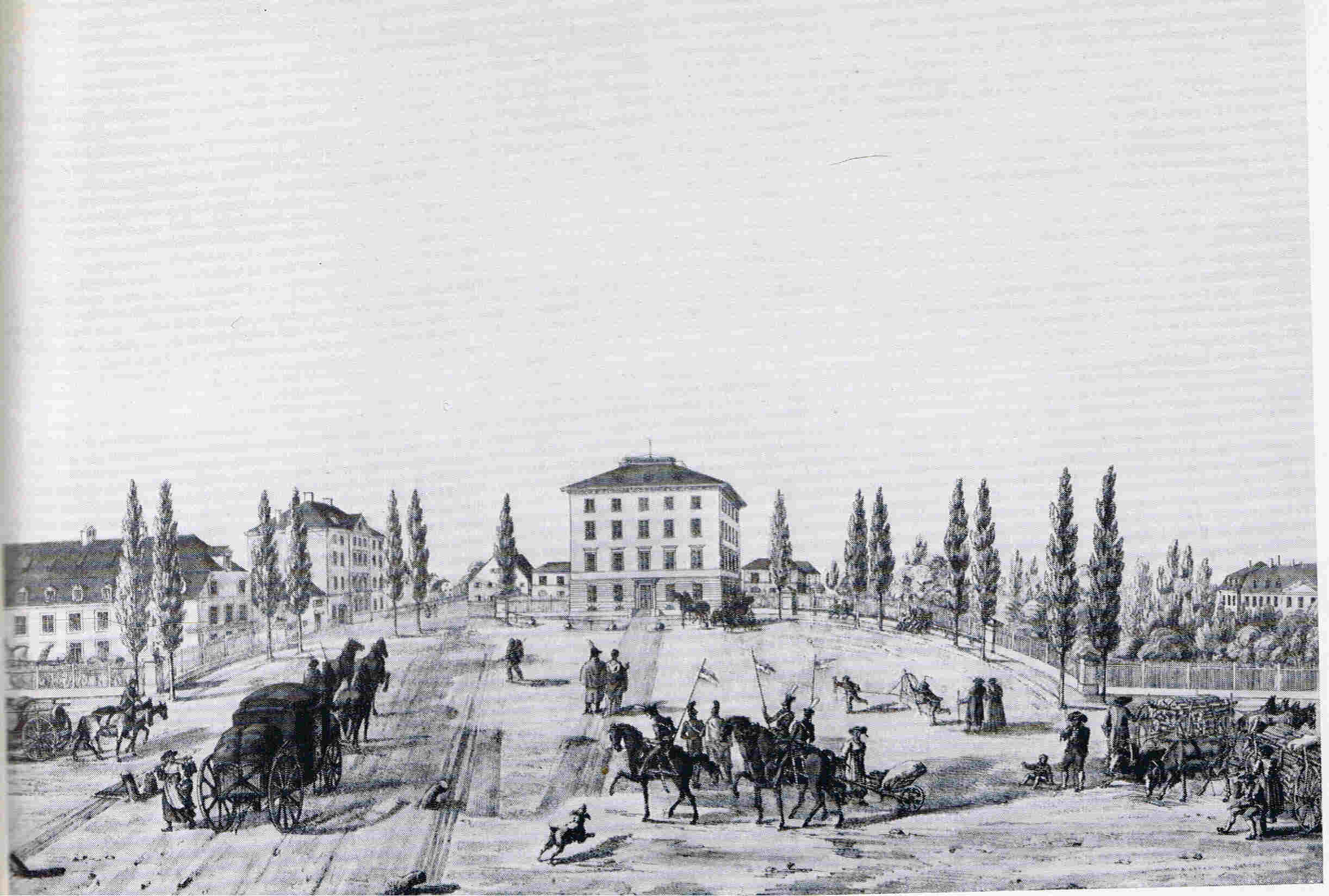
Vorherr-Haus am Karlsplatz, um 1820

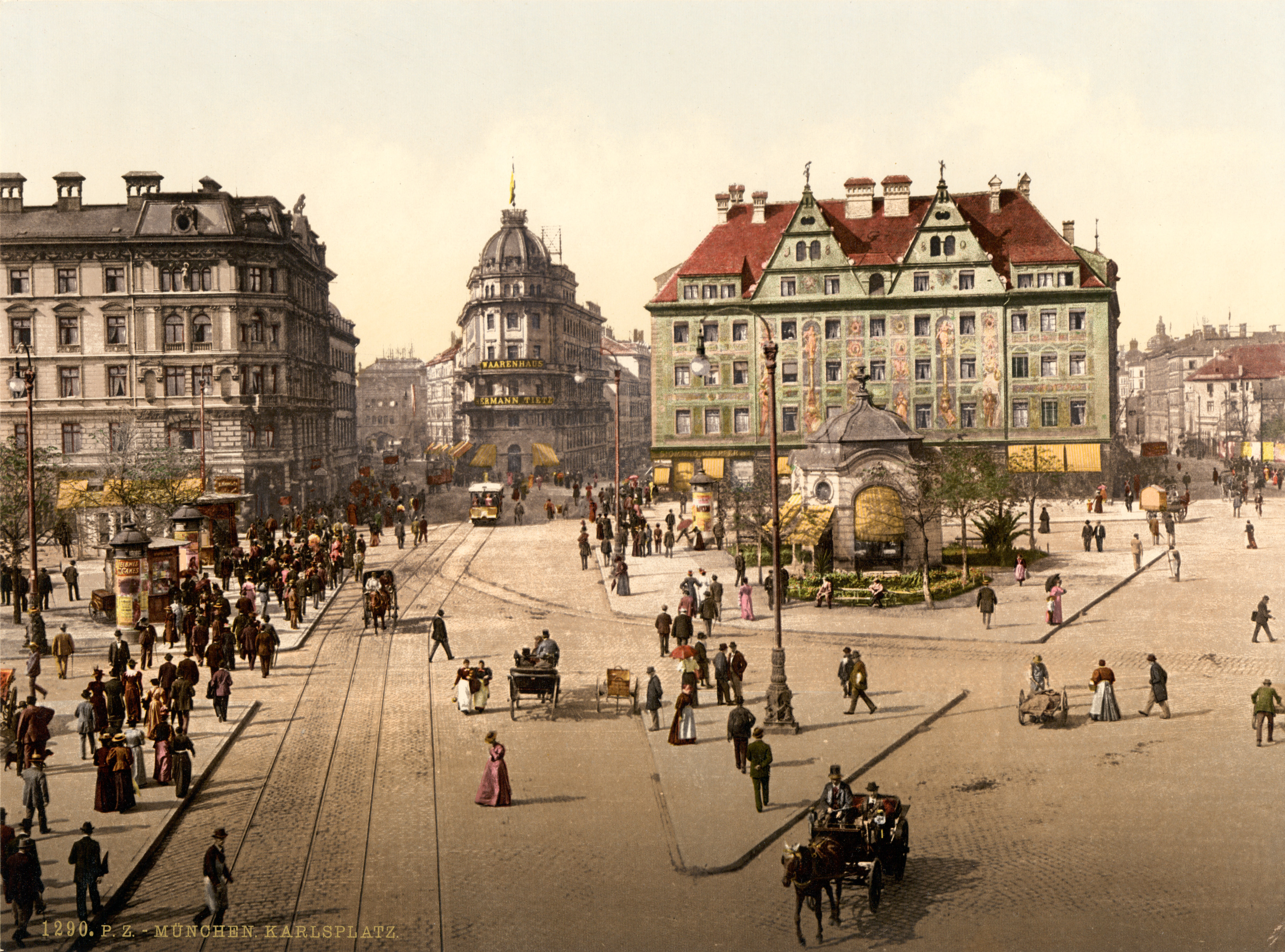
Rechts Hotel Königshof, um 1900

### Hotel ab 1866
Das Grundstück, auf dem sich das Hotel befand, hatte der Architekt Gustav Vorherr zu Beginn des 19. Jahrhunderts für seine Verdienste um die Stadterweiterung von König Max I. Joseph geschenkt bekommen. Er errichtete dort ein privates Wohnhaus. Das im klassizistischen Stil gehaltene Gebäude diente als Treffpunkt einer literarischen Runde die von Maximilian I. Joseph nach München berufen wurde. Zu den Gästen zählten Schriftsteller wie Paul Heyse, Emanuel Geibel, Friedrich Bodenstedt sowie der Kunsthistoriker und Dichter Adolf Friedrich von Schack, Hoftheaterintendant Franz von Dingelstedt und Franz von Kobell.
Aus diesem Privathaus mit zentraler Lage zwischen Altstadt und Hauptbahnhof entstand im Jahre 1866 das Hotel Bellevue. 1880 folgte der Aus- und Umbau, u. a. erhielt das Haus die markanten Doppelgiebel zum Stachus und die prächtige Fassadenmalerei von Claudius Schraudolph dem Älteren.
Nach dem Ausbruch des Ersten Weltkriegs wurde es in Hotel Königshof umbenannt und von Inhaber Albert Stanner betrieben. 1938 wurde das Haus, das damals 200 Betten zählte, von Karl und Anna Geisel übernommen und ist seitdem im Besitz der Familie Geisel. Beide waren einst Bierwirte des Löwenbräuzeltes auf dem Münchner Oktoberfest und zählten einige Weinwirtschaften zu ihrem Besitz. 1944 wurde das Hotel im Zweiten Weltkrieg stark beschädigt.

### Wiederaufbau 1955 und Generalrenovierung 1972
Die Familie Geisel entschied sich nach den starken Kriegsbeschädigungen für einen zeitgemäßen, 1955 fertiggestellten Wiederaufbau.
Von 1970 bis 1972 erfolgte eine Generalrenovierung; das Erscheinungsbild wurde von Ernst Hürlimann als "Symbol einer Bauepoche" entworfen und blieb 47 Jahre bestehen. Da das Gebäude optisch massiv verändert wurde, war das Gebäude zwar nicht als Baudenkmal in die Bayerische Denkmalliste eingetragen, aber trotzdem wegen seiner historischen Bedeutung in die Denkmaltopographie Denkmäler in Bayern aufgenommen.
Das Hotel bot 71 Einzel- und Doppelzimmer, 16 Suiten, 180 Tiefgaragenstellplätze, einen Wellnessbereich (Sauna, Dampfbad, Whirlpool und Fitnessraum). Im Haus befand sich auch das Gourmet Restaurant Königshof, das zuletzt von 2004 bis 2018 unter Martin Fauster mit einem Michelin-Stern ausgezeichnet wurde.

### Neubau 2019–2024

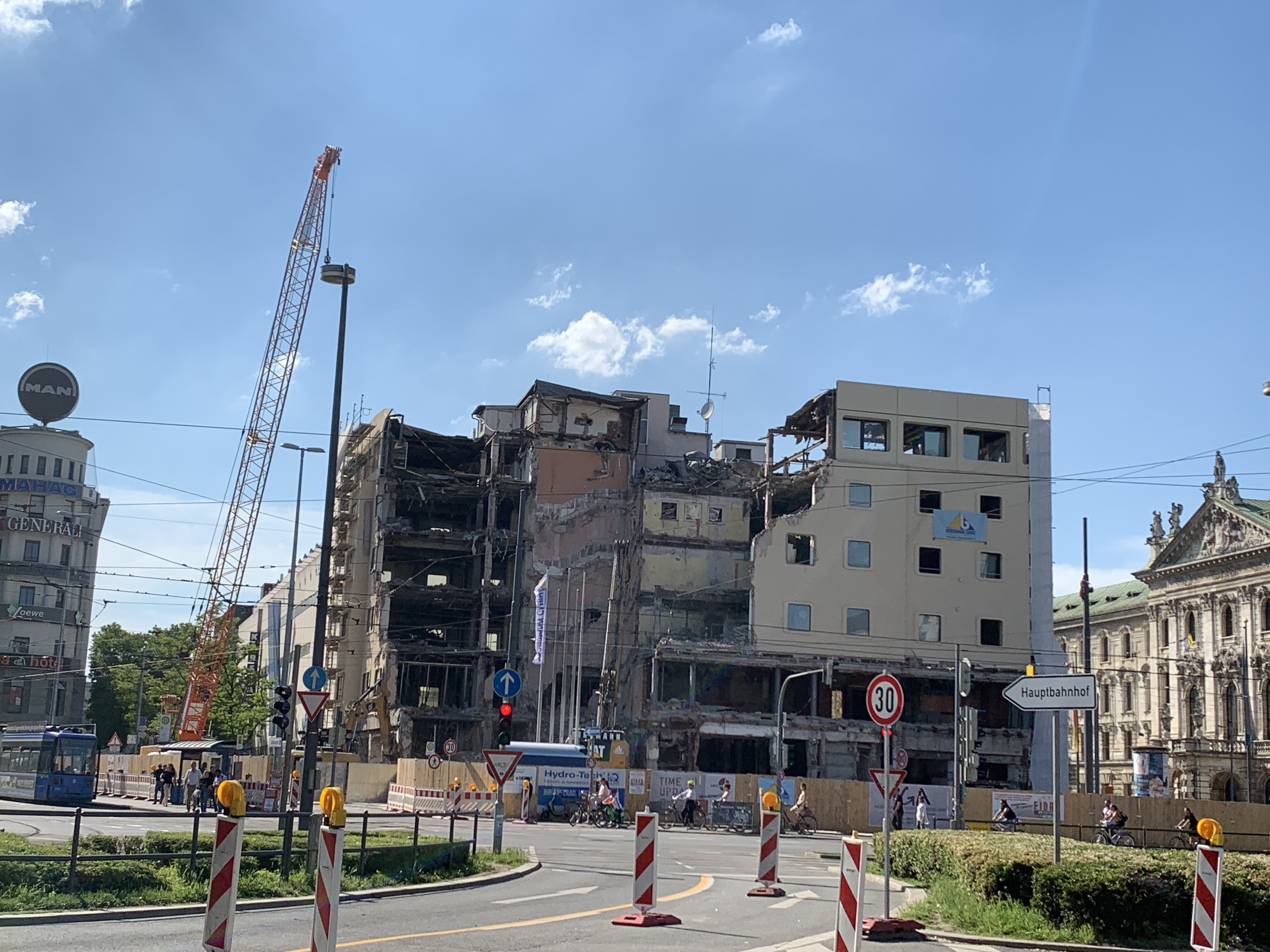
Abriss (2019)

2012 wurden Planungen bekannt, einen Abriss und Neubau des Hotels  durchzuführen. Der Abriss fand 2019 statt.
Der Entwurf für den Neubau, der bis 2023 errichtet wurde, stammt von den spanischen Architekten Fuensanta Nieto und Enrique Sobejano. Er besteht aus einem neunstöckigen Bau mit expressionistischer Kubatur und vorgehängter Glasfassade. Der Entwurf war zeitweise umstritten, vor allem wegen einer "ebenso prägnanten wie extravaganten Spalte in der Mitte" des Gebäudes.
Im Oktober 2021 wurde die Immobilie an die INKA Karlsplatz GmbH & Co. KG (Familie Inselkammer) verkauft. Das Hotel Koenigshof – heute "oe" statt "ö" wird seit Juni 2024 unter der Marke "A Luxury Collection Hotel", dass zur Marriott International Luxus-Kategorie gehört von der MHP – Munich Hotel Partners AG als Franchisenehmer betrieben.
Der Hotel-Neubau des spanischen Architekturbüros Nieto Sobejano mit 57 Zimmer und 49 Suiten wurde am 14. Juni 2024 eröffnet. Ein Highlight ist die Dachterrasse mit Blick auf München und die bayerischen Alpen. Die 250 Quadratmeter große Präsidentensuite mit Private-Spa inklusive Pool, Sauna und Erlebnisdusche ist die größte Hotelsuite der Stadt.

## Auszeichnungen
Das Hotel oder dessen Restaurant erhielt unter anderem folgende Auszeichnungen:
- The Leading Hotels of the World
- Schlummer Atlas: Hotel des Jahres 2005
- AHGZ: Hotelier des Jahres 2008
- Guide Michelin: ein Stern: Gourmet Restaurant Königshof, Martin Fauster
- Gault-Millau: 18 von 20 Punkte: Gourmet Restaurant Königshof,  Martin Fauster
- Gault-Millau: Sommelier des Jahres 2008, Stéphane Thuriot
- Concierge des Jahres 2011: Christian Netzle